# Glochidion novaegeorgiae
Glochidion novaegeorgiae är en emblikaväxtart som beskrevs av Airy Shaw. Glochidion novaegeorgiae ingår i släktet Glochidion och familjen emblikaväxter. Inga underarter finns listade i Catalogue of Life.